# Girls & Peace
Girls Generation II ~Girls & Peace~ es el segundo álbum de estudio en Japonés del grupo surcoreano Girls' Generation y noveno álbum de estudio en general. El álbum fue lanzado el 28 de noviembre de 2012 en algunos países de Asia. Este álbum sacó dos sencillos individuales, «Paparazzi», «Flower Power» y un sencillo doble, «Oh!» en versión japonesa y «All My Love Is For You», lanzados el mismo día.

## Antecedentes y desarrollo
En mayo de 2012, la miembro Jessica reveló durante una entrevista con Elle Korea que el grupo estaba trabajando en el álbum, declarando: "Nuestro álbum de Japón saldrá en algún momento de la segunda mitad del año. Estamos trabajando duro en él". En agosto de 2012, la empresa matriz de Nayutawave Records Universal Music comunicó sus ganancias trimestrales y reveló que el grupo era uno de los artistas que se esperaba que aumentara sus ingresos en la segunda mitad de 2012. El grupo había planeado originalmente hacer un regreso coreano durante los meses de octubre y noviembre. Sin embargo, finalmente se desecharon los planes para que el grupo se centrara en las promociones japonesas durante el resto de 2012.

## Lanzamiento y promoción
El álbum fue anunciado formalmente junto con su lista de canciones el 1 de noviembre de 2012. El periódico japonés Sankei Sports fue el primero en revelar fotos conceptuales del álbum, en las que aparecía el grupo como azafatas de vuelo de inspiración retro. Girls' Generation II: Girls & Peace salió a la venta el 28 de noviembre de 2012. Ofrecido en tres ediciones, la normal contenía el álbum con sus doce temas. Se ofreció una edición limitada en DVD con un libro de fotos de 32 páginas, así como un DVD con los vídeos de los sencillos del álbum. El álbum también se lanzó bajo una Edición Limitada de Primera Prensa de Lujo, que viene con un estuche de maquillaje, un cuaderno de viaje (con pegatina), un conjunto de nueve pósters de los miembros en solitario (plegados), un libro de fotos de 40 páginas de la edición de lujo, así como un DVD extra que contiene siete vídeos de "Paparazzi", "Oh! ", "All My Love is for You", "Flower Power" y las versiones de baile de "Paparazzi", "Oh!" y "Flower Power".
Promocionaron el álbum en Hey! Hey! Hey! Music Champ, interpretando "Oh!", "Mr. Taxi" y "All My Love is for You". Girls' Generation actuaron junto a sus compañeros de SMTown en el Tokyo Dome con entradas agotadas para 100.000 personas los días 4 y 5 de agosto, que posteriormente se retransmitieron en octubre. El 30 de septiembre, interpretaron "Oh!" en Count Down TV. El grupo pregrabó una actuación para Music Japan de la NHK-TV antes del lanzamiento del sencillo y estaba previsto que se emitiera el 30 de septiembre, sin embargo, debido a un tifón, la emisión se retrasó. La actuación se emitió el 6 de octubre, con el grupo actuando con trajes azules de animadoras. La promoción del sencillo continuó en el programa "Music Lovers" de Nihon TV, donde el grupo grabó una actuación el 25 de septiembre para el programa que se emitió el 8 de octubre de 2012. El grupo interpretó "Oh!", "All My Love is for You" y "Mr. Taxi". El grupo también promocionó el sencillo a través de un "Programa especial en línea" emitido en tres sitios web de música japoneses durante tres noches consecutivas; 25, 26 y 27 de septiembre. El 13 de noviembre de 2012, el grupo interpretó "Flower Power" en Kayou Kyoku. El mismo día que el grupo celebró una reunión de fans con 10.000 personas en el Gimnasio Nacional Yoyogi, el grupo interpretó "Gee", "Oh! " y "Flower Power"." El 19 de noviembre, la web musical japonesa Dommune celebró un chat en directo con críticos musicales japoneses durante el cual se adelantó "Girls & Peace" a los fans. El grupo hizo otra aparición en "Music Lovers" el 25 de noviembre de 2012.

### Second Japan Arena Tour
El sitio oficial de fans japoneses del grupo anunció en agosto de 2012 que se embarcarían en su segunda gira japonesa en 2013. Las fechas se anunciaron en septiembre, y se esperaba que la gira tocara para catorce multitudes a lo largo de seis ciudades, incluyendo una temporada de seis noches en el Saitama Super Arena. La gira comenzó el 9 de febrero de 2013, en Kobe, Japón.

## Sencillos
"Paparazzi" fue lanzado como sencillo principal del álbum el 26 de junio de 2012. Continuó la racha de lanzamientos japoneses de éxito del grupo, debutando en el número uno de la Japan Hot 100 y alcanzando el número dos en la Oricon Weekly Chart, con unas ventas en la primera semana de más de 92.000 copias. "Paparazzi" se lanzó en Corea del Sur dos meses después, el 16 de agosto de 2012. El sencillo ayudó a impulsar las ventas totales de sencillos físicos del grupo en el país hasta las 647.000 unidades.
"Oh!" sirvió como segundo sencillo, siendo lanzado el 26 de septiembre de 2012. El sencillo doble A-Side incluía un remake japonés de "Oh!" (2010), así como una canción original titulada "All My Love Is For You", que aparece en el álbum. "Oh!" proporcionó al grupo otro número uno en la lista Japan Hot 100, así como en la Oricon Weekly Chart.
"Flower Power" se lanzó como tercer sencillo del álbum el 21 de noviembre de 2012. Inicialmente previsto para el 14 de noviembre, el sencillo se retrasó al 21 de noviembre por problemas de producción. El sencillo también contiene la cara B titulada "Beep Beep", que no aparece en el álbum, así como una megamix de los temas de "Girls & Peace". El sencillo se publicó finalmente en la fecha de lanzamiento original del 14 de noviembre, mediante descarga digital conteniendo "Flower Power", "Beep Beep" y "Girls' Generation II Smash Up"." El sencillo alcanzó el número seis en la lista Hot 100, y el número cinco en la lista semanal de Oricon.

## Recepción Crítica
Girls' Generation II: Girls & Peace alcanzó el número dos en la lista de álbumes diarios de Oricon, vendiendo 46.031 copias, sólo superado por la veterana banda japonesa Mr. Children. El álbum vendió 116.963 copias en su primera semana de lanzamiento, situándose en el tercer puesto de la lista semanal de álbumes de Oricon. También ocupó el tercer puesto en la lista de álbumes más vendidos de Billboard Japan. "Girls & Peace" ha sido certificado Platino por la RIAJ, lo que denota 250.000 copias enviadas a los minoristas japoneses. El álbum alcanzó el puesto n.º 6 en la lista mensual de álbumes de Oricon.

## Lista de canciones
| N.º   | Título                   | Escritor(es)                                                                                  | Productor(es)                 | Duración |  |
| 1.    | «Flower Power»           | Johan Gustafson, Fredrik Häggstam, Sebastian Lundberg, Nasa Aprisia Florida, Junji Ishiwatari | Trinity                       | 3:18     |  |
| 2.    | «Animal»                 | Hank Solo, Tom Aeio, Erik Nyholm, Eric Palmqwist                                              | Erik Nyholm                   | 3:08     |  |
| 3.    | «I'm a Diamond»          | Dapo Torimiro, Priscilla Hamilton, H.U.B.                                                     | Dapo Torimiro                 | 2:56     |  |
| 4.    | «Reflection»             | Lars Halvor Jensen, Martin Michael Larsson, Zac Poor                                          | DEEKAY                        | 3:50     |  |
| 5.    | «Stay Girls»             | Sebastian Thott, Andreas Öberg, Melanie Fontana, Kenn Kato                                    | Sebastian Thott               | 3:20     |  |
| 6.    | «T.O.P»                  | Heidi Rojas, Allan Eshuijs, Kalle Engstrom                                                    | Allan Eshuijs, Kalle Engstrom | 3:37     |  |
| 7.    | «Boomerang»              | Charlie Mason, Oscar Gorres, Danny Saucedo, OZGO                                              | OZGO                          | 2:50     |  |
| 8.    | «Oh!» (Japanese Version) | Kenzie, Nozomi Maezawa, Kim Jungbae, Kim Younghu                                              | Kenzie                        | 3:09     |  |
| 9.    | «All My Love is for You» | Junji Ishiwatari, Sebastian Thott, Didrik Thott, Robin Lerner                                 | Sebastian Thott               | 3:43     |  |
| 10.   | «Paparazzi»              | Fredrik Thomander, Johan Becker, Junji Ishiwatari                                             | Miles Walker                  | 3:47     |  |
| 11.   | «Girls & Peace»          | Anne Judith Wik, Ronny Svendsen, Nermin Harambasic, Robin Jenssen                             | Dsign Music                   | 3:27     |  |
| 12.   | «Not Alone»              | Erik Nyholm, Patrick Hamilton                                                                 | Erik Nyholm, Patrick Hamilton | 3:31     |  |
| 40:45 |                          |                                                                                               |                               |          |  |

| Edición de lujo (DVD) (Deluxe First Press Limited Edition) |                                              |          |  |
| N.º                                                        | Título                                       | Duración |  |
| 1.                                                         | «Paparazzi» (Music Video)                    | 6:37     |  |
| 2.                                                         | «Oh!» (Music Video)                          | 4:11     |  |
| 3.                                                         | «All My Love is for You» (Music Video)       | 4:07     |  |
| 4.                                                         | «Flower Power» (Music Video)                 | 3:42     |  |
| 5.                                                         | «Paparazzi» (Music Video – Gold Version)     | 3:57     |  |
| 6.                                                         | «Oh!» (Music Video – Dance Version)          | 3:12     |  |
| 7.                                                         | «Flower Power» (Music Video – Dance Version) | 3:23     |  |

| Edición limitada (DVD) (First Press Limited Edition) |                                        |          |  |
| N.º                                                  | Título                                 | Duración |  |
| 1.                                                   | «Paparazzi» (Music Video)              | 6:37     |  |
| 2.                                                   | «Oh!» (Music Video)                    | 4:11     |  |
| 3.                                                   | «All My Love is for You» (Music Video) | 4:07     |  |
| 4.                                                   | «Flower Power» (Music Video)           | 3:42     |  |

| Edición para Tailandia y Filipinas (DVD) |                                           |          |  |
| N.º                                      | Título                                    | Duración |  |
| 1.                                       | «Paparazzi» (Music Video - Close Up Edit) | 4:09     |  |
| 2.                                       | «Oh!» (Music Video)                       | 4:11     |  |
| 3.                                       | «All My Love is for You» (Music Video)    | 4:07     |  |
| 4.                                       | «Flower Power» (Music Video)              | 3:42     |  |

## Charts

### Weekly charts
| Chart (2012–13)   | Peak position |
| ----------------- | ------------- |
| Japón (Oricon)    | 3             |
| Japón (Billboard) | 3             |
| Taiwán (G-Music)  | 11            |

### Year-end charts
| Chart (2012)   | Position |
| -------------- | -------- |
| Japón (Oricon) | 41       |

| Chart (2013)                          | Position |
| ------------------------------------- | -------- |
| Japón Japanese Top Albums (Billboard) | 24       |